# Caricea unicolor
Caricea unicolor är en tvåvingeart som beskrevs av Stein 1907. Caricea unicolor ingår i släktet Caricea och familjen husflugor. Inga underarter finns listade i Catalogue of Life.